# 3. etape af Giro d'Italia 2018
3. etape af Giro d'Italia 2018 gik fra Beersheba i Israel til Eilat 6. maj 2018. 
Elia Viviani tog sin anden etapesejr.

## Etaperesultater
| \| Etaperesultat \| Etaperesultat \| Etaperesultat \| Etaperesultat \| Etaperesultat \| \| Rytter \| Rytter \| Hold \| Tid \| \| \| ------------- \| ------------------- \| ----------------------------- \| ------------- \| ------------- \| \| 1. \| Elia Viviani \| Quick-Step Floors \| 5t 02' 09" \| \| \| 2. \| Sacha Modolo \| EF Education First-Drapac \| + 0" \| \| \| 3. \| Sam Bennett \| Bora-Hansgrohe \| + 0" \| \| \| 4. \| Jakub Mareczko \| Wilier Triestina-Selle Italia \| + 0" \| \| \| 5. \| Danny van Poppel \| LottoNL-Jumbo \| + 0" \| \| \| 6. \| Jens Debusschere \| Lotto-Soudal \| + 0" \| \| \| 7. \| Manuel Belletti \| Androni Giocattoli-Sidermec \| + 0" \| \| \| 8. \| Baptiste Planckaert \| Katusha-Alpecin \| + 0" \| \| \| 9. \| Mads Pedersen \| Trek-Segafredo \| + 0" \| \| \| 10. \| José Gonçalves \| Katusha-Alpecin \| + 0" \| \| |                     |                               |            |
| |                     |                               |            |
| Kilde: ProCyclingStats |                     |                               |            |
| Etaperesultat |                     |                               |            |
| Rytter | Rytter              | Hold                          | Tid        |
| 1. | Elia Viviani        | Quick-Step Floors             | 5t 02' 09" |
| 2. | Sacha Modolo        | EF Education First-Drapac     | + 0"       |
| 3. | Sam Bennett         | Bora-Hansgrohe                | + 0"       |
| 4. | Jakub Mareczko      | Wilier Triestina-Selle Italia | + 0"       |
| 5. | Danny van Poppel    | LottoNL-Jumbo                 | + 0"       |
| 6. | Jens Debusschere    | Lotto-Soudal                  | + 0"       |
| 7. | Manuel Belletti     | Androni Giocattoli-Sidermec   | + 0"       |
| 8. | Baptiste Planckaert | Katusha-Alpecin               | + 0"       |
| 9. | Mads Pedersen       | Trek-Segafredo                | + 0"       |
| 10. | José Gonçalves      | Katusha-Alpecin               | + 0"       |

## Samlet
| \| Samlede stilling \| Samlede stilling \| Samlede stilling \| Samlede stilling \| Samlede stilling \| \| Rytter \| Rytter \| Hold \| Tid \| \| \| ---------------- \| --------------------- \| ----------------- \| ---------------- \| ---------------- \| \| 1. \| Rohan Dennis \| BMC Racing Team \| 9t 05' 30" \| \| \| 2. \| Tom Dumoulin \| Team Sunweb \| + 1" \| \| \| 3. \| José Gonçalves \| Katusha-Alpecin \| + 13" \| \| \| 4. \| Alex Dowsett \| Katusha-Alpecin \| + 17" \| \| \| 5. \| Pello Bilbao \| Astana \| + 19" \| \| \| 6. \| Simon Yates \| Mitchelton-Scott \| + 21" \| \| \| 7. \| Maximilian Schachmann \| Quick-Step Floors \| + 22" \| \| \| 8. \| Tony Martin \| Katusha-Alpecin \| + 28" \| \| \| 9. \| Domenico Pozzovivo \| Bahrain-Merida \| + 28" \| \| \| 10. \| Carlos Betancur \| Movistar Team \| + 29" \| \| |                       |                   |            |
| |                       |                   |            |
| Kilde: ProCyclingStats |                       |                   |            |
| Samlede stilling |                       |                   |            |
| Rytter | Rytter                | Hold              | Tid        |
| 1. | Rohan Dennis          | BMC Racing Team   | 9t 05' 30" |
| 2. | Tom Dumoulin          | Team Sunweb       | + 1"       |
| 3. | José Gonçalves        | Katusha-Alpecin   | + 13"      |
| 4. | Alex Dowsett          | Katusha-Alpecin   | + 17"      |
| 5. | Pello Bilbao          | Astana            | + 19"      |
| 6. | Simon Yates           | Mitchelton-Scott  | + 21"      |
| 7. | Maximilian Schachmann | Quick-Step Floors | + 22"      |
| 8. | Tony Martin           | Katusha-Alpecin   | + 28"      |
| 9. | Domenico Pozzovivo    | Bahrain-Merida    | + 28"      |
| 10. | Carlos Betancur       | Movistar Team     | + 29"      |

| Pointkonkurrence | Pointkonkurrence  | Pointkonkurrence              | Pointkonkurrence | Pointkonkurrence |
| Rytter           | Rytter            | Hold                          | Point            |                  |
| ---------------- | ----------------- | ----------------------------- | ---------------- | ---------------- |
| 1.               | Elia Viviani      | Quick-Step Floors             | 130 point        |                  |
| 2.               | Sacha Modolo      | EF Education First-Drapac     | 55 point         |                  |
| 3.               | Jakub Mareczko    | Wilier Triestina-Selle Italia | 53 point         |                  |
| 4.               | Sam Bennett       | Bora-Hansgrohe                | 50 point         |                  |
| 5.               | Guillaume Boivin  | Israel Cycling Academy        | 48 point         |                  |
| 6.               | Rohan Dennis      | BMC Racing Team               | 32 point         |                  |
| 7.               | Marco Frapporti   | Androni Giocattoli-Sidermec   | 24 point         |                  |
| 8.               | Davide Ballerini  | Androni Giocattoli-Sidermec   | 20 point         |                  |
| 9.               | Manuel Belletti   | Androni Giocattoli-Sidermec   | 18 point         |                  |
| 10.              | Niccolò Bonifazio | Bahrain-Merida                | 18 point         |                  |

| Ungdomskonkurrence | Ungdomskonkurrence    | Ungdomskonkurrence | Ungdomskonkurrence | Ungdomskonkurrence |
| Rytter             | Rytter                | Hold               | Tid                |                    |
| ------------------ | --------------------- | ------------------ | ------------------ | ------------------ |
| 1.                 | Maximilian Schachmann | Quick-Step Floors  | 9t 05' 52"         |                    |
| 2.                 | Valerio Conti         | UAE Team Emirates  | + 8"               |                    |
| 3.                 | Mads Würtz Schmidt    | Katusha-Alpecin    | + 9"               |                    |
| 4.                 | Felix Großschartner   | Bora-Hansgrohe     | + 10"              |                    |
| 5.                 | Sam Oomen             | Team Sunweb        | + 21"              |                    |
| 6.                 | Ben O'Connor          | Dimension Data     | + 28"              |                    |
| 7.                 | Nico Denz             | AG2R La Mondiale   | + 31"              |                    |
| 8.                 | Miguel Ángel López    | Astana             | + 35"              |                    |
| 9.                 | Ryan Mullen           | Trek-Segafredo     | + 36"              |                    |
| 10.                | Ryan Gibbons          | Dimension Data     | + 40"              |                    |

| Bjergkonkurrence | Bjergkonkurrence | Bjergkonkurrence            | Bjergkonkurrence | Bjergkonkurrence |
| Rytter           | Rytter           | Hold                        | Point            |                  |
| ---------------- | ---------------- | --------------------------- | ---------------- | ---------------- |
| 1.               | Enrico Barbin    | Bardiani CSF                | 5 point          |                  |
| 2.               | Marco Frapporti  | Androni Giocattoli-Sidermec | 3 point          |                  |
| 3.               | Guillaume Boivin | Israel Cycling Academy      | 3 point          |                  |
| 4.               | Davide Ballerini | Androni Giocattoli-Sidermec | 1 point          |                  |

| Holdkonkurrence | Holdkonkurrence   | Holdkonkurrence | Holdkonkurrence |
| Hold            | Hold              | Tid             |                 |
| --------------- | ----------------- | --------------- | --------------- |
| 1.              | Katusha-Alpecin   | 27t 17' 28"     |                 |
| 2.              | Lotto Soudal      | + 39"           |                 |
| 3.              | BMC Racing Team   | + 41"           |                 |
| 4.              | Bora-Hansgrohe    | + 50"           |                 |
| 5.              | Astana            | + 50"           |                 |
| 6.              | Movistar Team     | + 51"           |                 |
| 7.              | Quick-Step Floors | + 52"           |                 |
| 8.              | UAE Team Emirates | + 56"           |                 |
| 9.              | Team Sunweb       | + 1' 04"        |                 |
| 10.             | Mitchelton-Scott  | + 1' 06"        |                 |